# Turiúba
Turiúba é um município brasileiro do estado de São Paulo. Sua população estimada em 2024 era de 1.839 habitantes.

## História

### Formação territorial-administrativa
Histórico da formação do município:
- Distrito criado com sede no povoado de Vila Gonçalves, no município de Monte Aprazível pelo Decreto nº 14.334, de 30/11/1944.
- Distrito transferido para o município de Buritama pela Lei nº 233, de 24/12/1948.
- Município criado com território desmembrado dos municípios de Buritama e Macaubal pela Lei nº 5.285, de 18/02/1959.

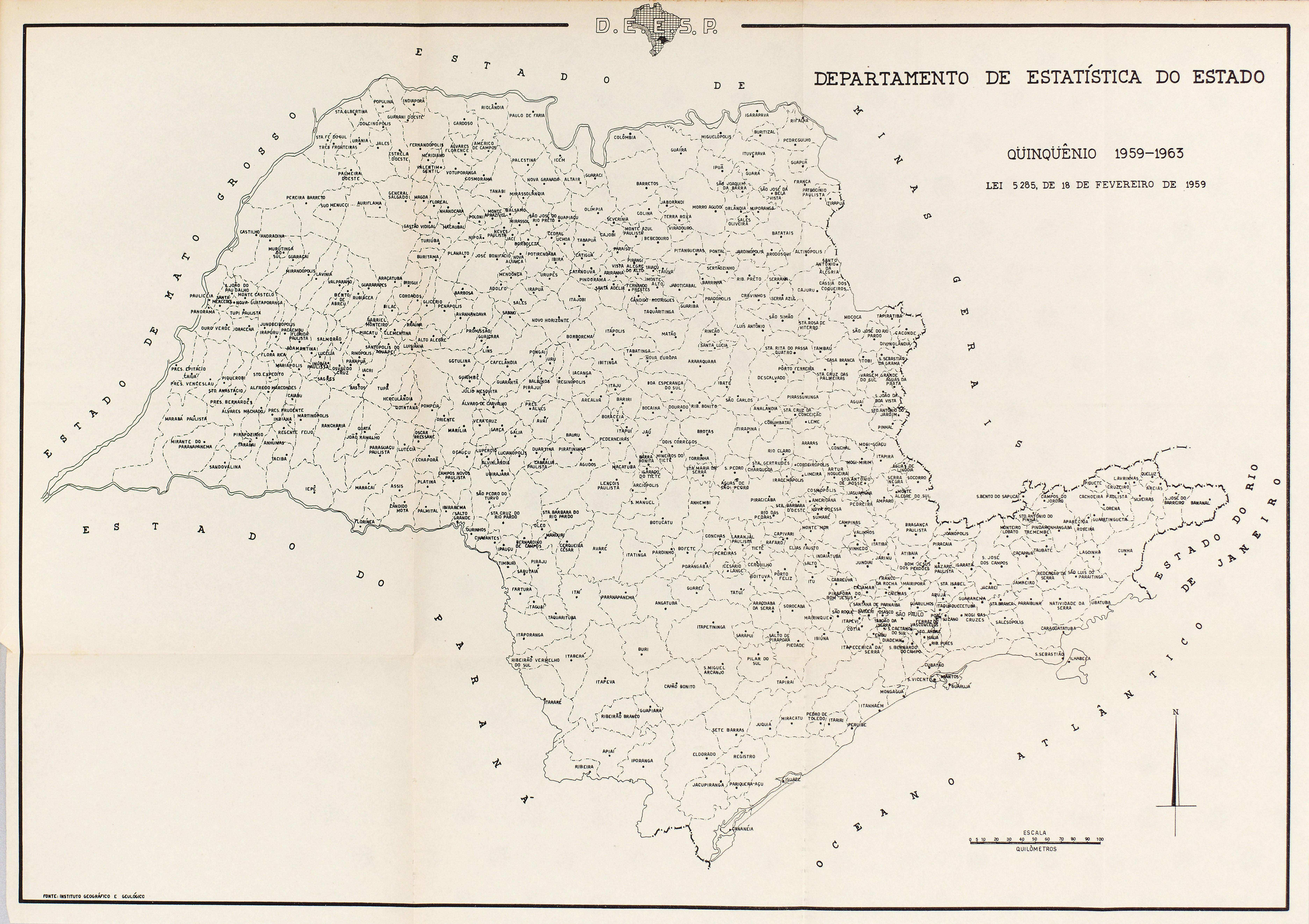
Estado de São Paulo (1959).

## Geografia
Localiza-se a uma latitude 20º56'00" sul e a uma longitude 50º06'27" oeste, estando a uma altitude de 439 metros. 

### Rodovias
- SP-461

## Demografia

### População
| Crescimento populacional                             | Crescimento populacional | Crescimento populacional | Crescimento populacional |
| Ano                                                  | População Total          |                          | %±                       |
| ---------------------------------------------------- | ------------------------ | ------------------------ | ------------------------ |
| 1960                                                 | 5 056                    |                          | —                        |
| 1970                                                 | 4 993                    |                          | −1,2%                    |
| 1980                                                 | 4 004                    |                          | −19,8%                   |
| 1991                                                 | 3 752                    |                          | −6,3%                    |
| 2000                                                 | 1 895                    |                          | −49,5%                   |
| 2010                                                 | 1 930                    |                          | 1,8%                     |
| 2022                                                 | 1 818                    |                          | −5,8%                    |
| Est. 2024                                            | 1 839                    | [ 7 ]                    | 1,2%                     |
| Fontes: Censos Demográficos IBGE e Estimativas SEADE |                          |                          |                          |

## Política e administração
- Prefeito:Rubens Antônio de Souza (2017/2020)
- Vice-prefeito:Jorge Augusto Molina (2017/2020)

## Infraestrutura

### Comunicações
O sistema de telefones automáticos foi inaugurado na cidade em 1985 pela Telecomunicações de São Paulo (TELESP), que também implantou o sistema de discagem direta à distância (DDD) em 1988 com o código de área (0186). Anteriormente a cidade era atendida pela Companhia de Telecomunicações do Estado de São Paulo (COTESP).
Na década de 90 o código DDD da cidade foi alterado para (018), para padronização do sistema telefônico com a telefonia celular que estava sendo implantada em todo o estado.

## Religião
O Cristianismo se faz presente na cidade da seguinte forma:

### Igreja Católica
- A igreja faz parte da Diocese de Votuporanga.[16]

### Igrejas Evangélicas
Entre as igrejas protestantes históricas, pentecostais e neopentecostais, encontram-se na cidade:
- Assembleia de Deus Ministério do Belém.[19][20]
- Congregação Cristã no Brasil.[21]